# Elecciones regionales de Tumbes de 2018
Las elecciones regionales de Tumbes de 2018 se llevaron a cabo el 7 de octubre de 2018 para elegir al gobernador regional, al vicegobernador regional y al Consejo Regional para el periodo 2019-2023. Se celebró simultáneamente con elecciones regionales y municipales (provinciales y distritales) en todo el Perú. La segunda vuelta regional se llevó a cabo el 9 de diciembre de 2018.
Durante la primera vuelta, los candidatos Wilmer Dios Benites (Movimiento Independiente Regional FAENA) y Segismundo Cruces Ordinola (Democracia Directa) obtuvieron las dos primeras minorías y pasaron al balotaje. En este, Wilmer Dios Benites obtuvo el 50.71% de votos válidos y resultó electo como gobernador regional de Tumbes.

## Sistema electoral
El Gobierno Regional de Tumbes es el órgano administrativo y de gobierno del departamento de Tumbes. Está compuesto por el gobernador regional, el vicegobernador regional y el Consejo Regional.
La votación se realiza en base al sufragio universal, que comprende a todos los ciudadanos nacionales mayores de dieciocho años, empadronados y residentes en el departamento de Tumbes y en pleno goce de sus derechos políticos.
El gobernador y vicegobernador regional son elegidos por sufragio directo. Para que un candidato sea proclamado ganador debe obtener no menos de 30 % de votos válidos. En caso ningún candidato logre ese porcentaje en la primera vuelta electoral, los dos candidatos más votados participan en una segunda vuelta o balotaje. No hay reelección inmediata de gobernadores regionales.
El Consejo Regional de Tumbes está compuesto por 7 consejeros elegidos por sufragio directo para un período de cuatro (4) años. La votación es por lista cerrada y bloqueada. Cada provincia del departamento de Tumbes constituye una circunscripción electoral. La votación es por lista cerrada y bloqueada. Se asigna a la lista ganadora los escaños según el método d'Hondt. La distribución y el número de consejeros regionales es la siguiente:
| Circunscripción       | Escaños | Mapa |
| --------------------- | ------- | ---- |
| Tumbes                | 4       |      |
| Zarumilla             | 2       |      |
| Contralmirante Villar | 1       |      |

## Composición del Consejo Regional de Tumbes
La siguiente tabla muestra la composición del Consejo Regional de Tumbes antes de las elecciones.
| Partidos | Partidos                                                | Consejeros |
| -------- | ------------------------------------------------------- | ---------- |
|          | Reconstrucción con Obras Más Obras para un Tumbes Bello | 2          |
|          | Movimiento Independiente Regional FAENA                 | 2          |
|          | Movimiento Independiente Regional Yo Sí Amo a Tumbes    | 1          |
|          | Solidaridad Nacional                                    | 1          |
|          | Democracia Directa                                      | 1          |

## Partidos y candidatos
A continuación se muestra una lista de los principales partidos y alianzas electorales que participaron en las elecciones:
| Candidatura | Candidatura        | Partidos y alianzas                                                               | Candidatos | Candidatos                 | Ideología                                                          | Resultado previo | Resultado previo | Ref. |
| Candidatura | Candidatura        | Partidos y alianzas                                                               | Candidatos | Candidatos                 | Ideología                                                          | Votos (%)        | Con.             | Ref. |
| ----------- | ------------------ | --------------------------------------------------------------------------------- | ---------- | -------------------------- | ------------------------------------------------------------------ | ---------------- | ---------------- | ---- |
|             | Reconst.           | Lista - Reconstrucción con Obras Más Obras para un Tumbes Bello (Reconstrucción)  |            | Wilmer Benites Porras      | Regionalismo tumbesino                                             | 23.66%           | 2                |      |
|             | Yo Sí Amo a Tumbes | Lista - Movimiento Independiente Regional Yo Sí Amo a Tumbes (Yo Sí Amo a Tumbes) |            | Fernando Quintana Ynfante  | Regionalismo tumbesino                                             | 16.72%           | 1                |      |
|             | FAENA              | Lista - Movimiento Independiente Regional FAENA (FAENA)                           |            | Wilmer Dios Benites        | Regionalismo tumbesino                                             | 11.58%           | 2                |      |
|             | DD                 | Lista - Democracia Directa (DD)                                                   |            | Segismundo Cruces Ordinola | Socialismo Nacionalismo de izquierda Ecologismo                    | 10.90%           | 1                |      |
|             | SN                 | Lista - Solidaridad Nacional (SN)                                                 |            | Jaime Idrogo Cruzado       | Conservadurismo liberal Liberalismo económico                      | 6.41%            | 1                |      |
|             | APP                | Lista - Alianza para el Progreso (APP)                                            |            | Selene Mendoza Guerrero    | Liberalismo económico Conservadurismo liberal Populismo de derecha | 5.22%            | 0                |      |
|             | FP                 | Lista - Fuerza Popular (FP)                                                       |            | Ángel Lavalle Dios         | Fujimorismo Conservadurismo social Populismo de derecha            | 3.37%            | 0                |      |
|             | VP                 | Lista - Vamos Perú (VP)                                                           |            | Carlos Ricardi Godoy       | Populismo Socialdemocracia                                         | 1.39%            | 0                |      |
|             | JP                 | Lista - Juntos por el Perú (JP)                                                   |            | Jesús Ortiz Morán          | Socialismo democrático Progresismo                                 | 0.52%            | 0                |      |
|             | Frepap             | Lista - Frente Popular Agrícola del Perú (Frepap)                                 |            | Luis Hinostroza Tio        | Israelismo Fundamentalismo cristiano Populismo                     | Nuevo            | Nuevo            |      |
|             | SP                 | Lista - Somos Perú (SP)                                                           |            | Eduardo Garrido Herrera    | Democracia cristiana Conservadurismo social                        | Nuevo            | Nuevo            |      |
|             | RN                 | Lista - Restauración Nacional (RN)                                                |            | Ronnie Rujel Veintimilla   | Liberalismo económico Humanismo cristiano Evangelismo              | Nuevo            | Nuevo            |      |
|             | AvP                | Lista - Avanza País (AvP)                                                         |            | Lucía Viñas Benner         | Conservadurismo liberal Liberalismo clásico                        | Nuevo            | Nuevo            |      |
|             | PN                 | Lista - Perú Nación (PN)                                                          |            | José Maza Balladares       | Conservadurismo social Democracia cristiana                        | Nuevo            | Nuevo            |      |
|             | PP                 | Lista - Podemos por el Progreso del Perú (PP)                                     |            | Elvis Mendoza Aguilar      | Conservadurismo social Populismo Nacionalismo                      | Nuevo            | Nuevo            |      |
|             | MIRE               | Lista - Movimiento de Inclusión Regional (MIRE)                                   |            | José Cruz Martínez         | Regionalismo tumbesino                                             | Nuevo            | Nuevo            |      |
|             | DT                 | Lista - Movimiento Político Regional Dignidad Tumbesina (DT)                      |            | Carmen Villalobos Gallardo | Regionalismo tumbesino                                             | Nuevo            | Nuevo            |      |

## Sondeos de opinión
La siguiente tabla enumera las estimaciones de la intención de voto en orden cronológico inverso, mostrando las más recientes primero y utilizando las fechas en las que se realizó el trabajo de campo de la encuesta. Cuando se desconocen las fechas del trabajo de campo, se proporciona la fecha de publicación.
Leyenda:
     Sondeo realizado en el periodo de prohibición legal de la difusión de sondeos de intención de voto.

### Primera vuelta

#### Intención de voto
La siguiente tabla enumera las estimaciones ponderadas (sin incluir votos en blanco y nulos) de la intención de voto.
| Encuestadora/Medio            | Fecha      | Muestra | Wilmer Dios | Segismu. Cruces | José Cruz | Carmen Villalobos | Ernesto Garrido | Jaime Idrogo | Selene Mendoza | Dif. |  |  |  |  |
| ----------------------------- | ---------- | ------- | ----------- | --------------- | --------- | ----------------- | --------------- | ------------ | -------------- | ---- |  |  |  |  |
| Encuestadora/Medio            | Fecha      | Muestra |             |                 |           |                   |                 |              |                |      |  |  |  |  |
| Elecciones regionales de 2018 | 7 oct 2018 | —       | 24.0        | 16.9            | 10.6      | 8.8               | 6.9             | 6.7          | 6.3            | 7.1  |  |  |  |  |
|                               |            |         |             |                 |           |                   |                 |              |                |      |  |  |  |  |
| Ipsos Perú/América            | 7 oct 2018 | ?       | 22.5        | 17.5            | 10.9      | 8.9               | –               | –            | –              | 5.0  |  |  |  |  |
| Datum Internacional/Latina    | 7 oct 2018 | ?       | 24.0        | 18.2            | 8.8       | 10.1              | –               | –            | –              | 10.7 |  |  |  |  |
| Ipsos Perú/América            | 7 oct 2018 | ?       | 27.0        | 12.0            | 8.8       | 8.8               | –               | –            | –              | 15.0 |  |  |  |  |
| Datum Internacional/Latina    | 7 oct 2018 | ?       | 28.2        | 15.6            | 10.1      | 6.4               | 6.2             | 6.2          | 5.5            | 12.6 |  |  |  |  |

## Resultados

### Gobierno Regional de Tumbes
| Candidatos           | Candidatos                 | Partidos y coaliciones                                                    | Primera vuelta 7 oct 2018 | Primera vuelta 7 oct 2018 | Balotaje 9 dic 2018 | Balotaje 9 dic 2018 |  |
| Candidatos           | Candidatos                 | Partidos y coaliciones                                                    | Votos                     | %                         | Votos               | %                   |  |
| -------------------- | -------------------------- | ------------------------------------------------------------------------- | ------------------------- | ------------------------- | ------------------- | ------------------- |  |
|                      | Wilmer Dios Benites        | Movimiento Independiente Regional FAENA (FAENA)                           | 24,174                    | 23.97                     | 49,902              | 50.71               |  |
|                      | Segismundo Cruces Ordinola | Democracia Directa (DD)                                                   | 17,047                    | 16.91                     | 48,512              | 49.29               |  |
|                      | José Cruz Martínez         | Movimiento de Inclusión Regional (MIRE)                                   | 10,643                    | 10.55                     |                     |                     |  |
|                      | Carmen Villalobos Gallardo | Movimiento Político Regional Dignidad Tumbesina (DT)                      | 8,843                     | 8.77                      |                     |                     |  |
|                      | Eduardo Garrido Herrera    | Somos Perú (SP)                                                           | 6,998                     | 6.94                      |                     |                     |  |
|                      | Jaime Idrogo Cruzado       | Solidaridad Nacional (SN)                                                 | 6,805                     | 6.75                      |                     |                     |  |
|                      | Selene Mendoza Guerrero    | Alianza para el Progreso (APP)                                            | 6,336                     | 6.28                      |                     |                     |  |
|                      | Wilmer Benites Porras      | Reconstrucción con Obras Más Obras para un Tumbes Bello (Reconstrucción)  | 4,112                     | 4.08                      |                     |                     |  |
|                      | Ángel Lavalle Dios         | Fuerza Popular (FP)                                                       | 2,951                     | 2.93                      |                     |                     |  |
|                      | Fernando Quintana Ynfante  | Movimiento Independiente Regional Yo Sí Amo a Tumbes (Yo Sí Amo a Tumbes) | 2,365                     | 2.35                      |                     |                     |  |
|                      | Lucía Viñas Benner         | Avanza País (AvP)                                                         | 2,091                     | 2.07                      |                     |                     |  |
|                      | Ronnie Rujel Veintimilla   | Restauración Nacional (RN)                                                | 1,934                     | 1.92                      |                     |                     |  |
|                      | Jesús Ortiz Morán          | Juntos por el Perú (JP)                                                   | 1,814                     | 1.80                      |                     |                     |  |
|                      | Luis Hinostroza Tio        | Frente Popular Agrícola del Perú (Frepap)                                 | 1,603                     | 1.59                      |                     |                     |  |
|                      | Elvis Mendoza Aguilar      | Podemos por el Progreso del Perú (PP)                                     | 1,225                     | 1.21                      |                     |                     |  |
|                      | José Maza Balladares       | Perú Nación (PN)                                                          | 1,029                     | 1.02                      |                     |                     |  |
|                      | Carlos Ricardi Godoy       | Vamos Perú (VP)                                                           | 867                       | 0.86                      |                     |                     |  |
|                      |                            |                                                                           |                           |                           |                     |                     |  |
| Total                | Total                      | Total                                                                     | 100,837                   |                           | 98,414              |                     |  |
|                      |                            |                                                                           |                           |                           |                     |                     |  |
| Votos válidos        | Votos válidos              | Votos válidos                                                             | 100,837                   | 75.33                     | 98,414              | 77.42               |  |
| Votos en blanco      | Votos en blanco            | Votos en blanco                                                           | 18,380                    | 13.73                     | 2,913               | 2.29                |  |
| Votos nulos          | Votos nulos                | Votos nulos                                                               | 14,639                    | 10.94                     | 25,793              | 20.29               |  |
| Votos emitidos       | Votos emitidos             | Votos emitidos                                                            | 133,856                   | 81.69                     | 127,120             | 77.58               |  |
| Abstenciones         | Abstenciones               | Abstenciones                                                              | 29,993                    | 18.31                     | 36,729              | 22.42               |  |
| Votantes registrados | Votantes registrados       | Votantes registrados                                                      | 163,849                   |                           | 163,849             |                     |  |
|                      |                            |                                                                           |                           |                           |                     |                     |  |
| Fuente:              |                            |                                                                           |                           |                           |                     |                     |  |

### Consejo Regional de Tumbes
| |                                                                           |              |              |              |         |         |  |
| Partidos y coaliciones                                                                                      | Partidos y coaliciones                                                    | Voto popular | Voto popular | Voto popular | Escaños | Escaños |  |
| Partidos y coaliciones                                                                                      | Partidos y coaliciones                                                    | Votos        | %            | ±pp          | Total   | +/−     |  |
| | Movimiento Independiente Regional FAENA (FAENA)                           | 20,068       | 22.98        | +11.50       | 4       | +2      |  |
| | Democracia Directa (DD)                                                   | 10,788       | 12.35        | +5.04        | 2       | +1      |  |
| | Movimiento de Inclusión Regional (MIRE)                                   | 8,670        | 9.93         | Nuevo        | 1       | +1      |  |
| | Alianza para el Progreso (APP)                                            | 7,682        | 8.80         | –0.76        | 0       | ±0      |  |
| | Solidaridad Nacional (SN)                                                 | 6,645        | 7.61         | –0.93        | 0       | –1      |  |
| | Movimiento Político Regional Dignidad Tumbesina (DT)                      | 5,280        | 6.05         | Nuevo        | 0       | ±0      |  |
| | Somos Perú (SP)                                                           | 5,185        | 5.94         | n/a          | 0       | ±0      |  |
| | Reconstrucción con Obras Más Obras para un Tumbes Bello (Reconstrucción)  | 5,046        | 5.78         | –14.04       | 0       | –2      |  |
| | Fuerza Popular (FP)                                                       | 3,872        | 4.43         | –1.02        | 0       | ±0      |  |
| | Movimiento Independiente Regional Yo Sí Amo a Tumbes (Yo Sí Amo a Tumbes) | 3,365        | 3.85         | –8.25        | 0       | –1      |  |
| | Juntos por el Perú (JP)1                                                  | 1,923        | 2.20         | +1.52        | 0       | ±0      |  |
| | Restauración Nacional (RN)                                                | 1,744        | 2.00         | Nuevo        | 0       | ±0      |  |
| | Partido Aprista Peruano (APRA)                                            | 1,584        | 1.81         | n/a          | 0       | ±0      |  |
| | Avanza País (AvP)                                                         | 1,538        | 1.76         | n/a          | 0       | ±0      |  |
| | Frente Popular Agrícola del Perú (Frepap)                                 | 1,250        | 1.43         | Nuevo        | 0       | ±0      |  |
| | Podemos por el Progreso del Perú (PP)                                     | 1,127        | 1.29         | Nuevo        | 0       | ±0      |  |
| | Perú Nación (PN)                                                          | 857          | 0.98         | Nuevo        | 0       | ±0      |  |
| | Vamos Perú (VP)                                                           | 720          | 0.82         | –0.92        | 0       | ±0      |  |
| |                                                                           |              |              |              |         |         |  |
| Total | Total                                                                     | 87,344       |              |              | 7       | ±0      |  |
| |                                                                           |              |              |              |         |         |  |
| Votos válidos                                                                                               | Votos válidos                                                             | 87,344       | 65.25        | –3.79        |         |         |  |
| Votos en blanco                                                                                             | Votos en blanco                                                           | 33,000       | 24.65        | +1.75        |         |         |  |
| Votos nulos                                                                                                 | Votos nulos                                                               | 13,512       | 10.09        | +2.03        |         |         |  |
| Votos emitidos                                                                                              | Votos emitidos                                                            | 133,856      | 81.69        | –3.67        |         |         |  |
| Abstenciones                                                                                                | Abstenciones                                                              | 29,993       | 18.31        | +3.67        |         |         |  |
| Votantes registrados                                                                                        | Votantes registrados                                                      | 163,849      |              |              |         |         |  |
| |                                                                           |              |              |              |         |         |  |
| Fuente: |                                                                           |              |              |              |         |         |  |
| Notas al pie: 1 Comparado con los resultados del Partido Humanista Peruano (PHP) en las elecciones de 2014. |                                                                           |              |              |              |         |         |  |
| Notas al pie:                                                                                               |                                                                           |              |              |              |         |         |  |
| 1 Comparado con los resultados del Partido Humanista Peruano (PHP) en las elecciones de 2014.               |                                                                           |              |              |              |         |         |  |

#### Resultados por provincia
| Provincia | FAENA                 | FAENA | DD   | DD  | MIRE | MIRE | APP | APP  | SN  | SN   | DT  | DT  | SP  | SP  | R   | R   | FP  | FP  | YSA | YSA | JP  | JP  | RN  | RN  |   |
| Provincia | %                     | E     | %    | E   | %    | E    | %   | E    | %   | E    | %   | E   | %   | E   | %   | E   | %   | E   | %   | E   | %   | E   | %   | E   |   |
| --------- | --------------------- | ----- | ---- | --- | ---- | ---- | --- | ---- | --- | ---- | --- | --- | --- | --- | --- | --- | --- | --- | --- | --- | --- | --- | --- | --- | - |
| Provincia | Contralmirante Villar | 32.1  | 1    | 3.0 | –    | 11.9 | –   | 15.8 | –   | 10.5 | –   | 4.1 | –   | 1.7 | –   | 3.4 | –   | 1.3 | –   | 7.2 | –   | 2.6 | –   | 1.3 | – |
| Tumbes    | 23.1                  | 2     | 9.6  | 1   | 10.7 | 1    | 7.7 | –    | 7.3 | –    | 7.3 | –   | 7.8 | –   | 6.1 | –   | 3.9 | –   | 2.5 | –   | 2.6 | –   | 2.2 | –   |   |
| Zarumilla | 17.8                  | 1     | 25.5 | 1   | 6.4  | –    | 8.7 | –    | 7.0 | –    | 3.1 | –   | 2.4 | –   | 6.0 | –   | 7.6 | –   | 6.2 | –   | 0.8 | –   | 1.9 | –   |   |
| Total     | 23.0                  | 4     | 12.4 | 2   | 9.9  | 1    | 8.8 | –    | 7.6 | –    | 6.0 | –   | 5.9 | –   | 5.8 | –   | 4.4 | –   | 3.9 | –   | 2.2 | –   | 2.0 | –   |   |

### Autoridades electas
| Cargo                                                    | Autoridad electa | Autoridad electa           | Partido político | Partido político                        |
| -------------------------------------------------------- | ---------------- | -------------------------- | ---------------- | --------------------------------------- |
| Gobernador Regional de Tumbes                            |                  | Wilmer Dios Benites        |                  | Movimiento Independiente Regional FAENA |
| Vicegobernador Regional de Tumbes                        |                  | Dante Ramírez Zárate       |                  | Movimiento Independiente Regional FAENA |
| Consejero Regional de Tumbes (por Contralmirante Villar) |                  | Fredy Boulangger Cornejo   |                  | Movimiento Independiente Regional FAENA |
| Consejero Regional de Tumbes (por Tumbes)                |                  | George Díaz Cruz           |                  | Movimiento Independiente Regional FAENA |
| Consejero Regional de Tumbes (por Tumbes)                |                  | Alexis Santa María Pupuche |                  | Movimiento Independiente Regional FAENA |
| Consejero Regional de Tumbes (por Tumbes)                |                  | Antonio Espinoza Soriano   |                  | Movimiento de Inclusión Regional        |
| Consejero Regional de Tumbes (por Tumbes)                |                  | Ruddy Fiestas Girón        |                  | Democracia Directa                      |
| Consejero Regional de Tumbes (por Zarumilla)             |                  | José Ortiz Zárate          |                  | Democracia Directa                      |
| Consejero Regional de Tumbes (por Zarumilla)             |                  | Daniel Sanjinez Alarcón    |                  | Movimiento Independiente Regional FAENA |